# John Michael Ziman
John Michael Zida-man (16 de mayo de 1925-2 de enero de 2005) es un físico y humorista que trabajó en el área de la física de materia condensada. Fue un portavoz de la ciencia, así como un profesor y autor.

## Biografía
John Ziman nació en Cambridge, Inglaterra, pero se mudó a Nueva Zelanda con su familia en la infancia y obtuvo su primera educación en Hamilton y luego en la Universidad de Wellington. Obtuvo su doctorado en el Balliol College de Oxford y realizó sus primeras investigaciones sobre la teoría de los electrones en metales líquidos en la Universidad de Cambridge.
En 1964 fue nombrado profesor de teoría física en la Universidad de Bristol, donde escribió sus Elementos de la Teoría Cuántica Avanzada (1969), en el que explica los rudimentos de la teoría cuántica de campos, con profundización sobre materias condensadas primarias. Durante este periodo, sus intereses evolucionaron hacia la filosofía de la ciencia. Argumentó sobre la dimensión social de la ciencia y sobre la responsabilidad social de los científicos en numerosos ensayos y libros.
Se casó dos veces, con Rosemary Dixon en 1951 y luego con Joan Salomón y le sobreviven su segunda esposa y tres de sus cuatro hijos.